# Polystichum longissimum
Polystichum longissimum är en träjonväxtart som beskrevs av Ren-Chang Ching och Z.Y.Liu. Polystichum longissimum ingår i släktet Polystichum och familjen Dryopteridaceae. Inga underarter finns listade.